# Lektyny
Lektyny – białka lub glikoproteiny wiążące węglowodany dzięki czemu są w stanie wiązać się specyficznie z komórkami lub błonami komórkowymi i wywoływać stamtąd reakcje biochemiczne. Początkowo opisano je u roślin, jednak występują także i są produkowane przez zwierzęta i mikroorganizmy. 
Lektyny biorą udział w różnych interakcjach między komórkami, np. w regulacji adhezji komórek, w obronie przed infekcjami u roślin, w interakcjach między Rhizobium a komórką roślinną, służą też jako receptory dla patogenów wiążących się do komórek zwierzęcych. 
Niektóre lektyny mają charakter silnych mitogenów. Ulegają wiązaniu z resztami cukrowymi glikoproteidów obecnych na powierzchni limfocytów. Przyczyniają się tym samym do zlepiania się komórek, co często prowadzi do ich aktywacji a w konsekwencji do ich transformacji blastycznej.

## Działanie w pożywieniu
Niektóre warzywa w stanie świeżym zawierają lektyny, które są toksyczne dla ludzi lub zwierząt. Te lektyny są denaturowane przez ogrzewanie podczas gotowania, smażenia lub innych form gotowania, przekształcając je w nieszkodliwą formę chemiczną. Zachowują ten nieszkodliwy kształt nawet po ponownym ostygnięciu żywności. Dlatego fasolę, ciecierzycę i soję należy spożywać wyłącznie po ugotowaniu.